# Mack the Knife
"Mack the Knife" hay "The Ballad of Mack the Knife" (tiếng Đức: "Die Moritat von Mackie Messer") là một bài hát do Kurt Weill soạn nhạc và lời của Bertolt Brecht cho vở kịch Die Dreigroschenoper (tiếng Đức: Die Dreigroschenoper).